# Elecciones municipales en Fusagasugá
Las más recientes elecciones municipales en Fusagasugá se efectuaron el domingo, 27 de octubre de 2019, para elegir el quinto concejo municipal desde la reforma de 2002 (Acto legislativo 2002) junto con el alcalde y los ediles. Se eligieron de esta manera 17 escaños en el concejo municipal de Fusagasugá. El número de concejales depende de la cantidad de población. La primera elección popular de alcaldes en el municipio de Fusagasugá se realizó el 13 de marzo de 1988, en cumplimiento al Acto Legislativo 01 de 1986.

## alcaldía Municipal
El 27 de octubre de 2019 fue elegido el Alcalde Jhon Jairo Hortúa Villalba, cuyo mandato comenzó oficialmente el 1 de enero de 2020 y terminará el 31 de diciembre de 2023. De 106.357 potenciales electores, hubo una participación de 62184 votantes.

## 2011
| Partido político                             | 2011   | 2011  | 2011       |
| Partido político                             | Votos  | %     | Concejales |
| Partido Social de Unidad Nacional            | 20,314 | 43,76 | 4          |
| Partido Liberal Colombiano                   | 19,644 | 42,31 | 3          |
| Movimiento Político MIRA                     | 2,456  | 5,29  | 1          |
| Partido Verde                                | 1,779  | 3,83  | 1          |
| Movimiento Autoridades Indígenas de Colombia | 372    | 0,8   | 0          |
| Votos en Blanco, Nulos y No Marcados         | 4,100  | 8,42  |            |

## 2007
Resultados elecciones municipales de 2007 en Fusagasugá.
| Elecciones municipales, 28 de octubre de 2007 |        |       |            |
| Partido                                       | Votos  | %     | Concejales |
| Primero Fusagasugá (Firmas)                   | 13,131 | 31.39 | 0          |
| Partido Liberal Colombiano                    | 12,892 | 30.81 | 3          |
| Movimiento Apertura Liberal                   | 3,750  | 8.96  | 1          |
| Polo Democrático                              | 3,437  | 8.22  | 1          |
| Cambio Radical                                | 2,795  | 6.68  | 2          |
| Partido Social de Unidad Nacional             | 2,746  | 6.56  | 3          |
| Movimiento Autoridades Indígenas de Colombia  | 206    | 0.49  | 0          |

- Alcalde electo: Baudilio Páez Castro (Firmas)
- Número de concejales: 17

- Potencial electoral: 71,212
- Número de mesas: 219
  - Votantes: 41,838 (58,75%)
    - Votos válidos: 40,090	(95.82%)
      - Votos a candidaturas: 38,957 (93,11%)
      - Votos en blanco: 1,133 (2.71%)

    - Votos nulos: 814	(1.95%)
    - Votos no marcados: 934 (2.23%)

  - Abstención: 29,374 (41,24%)

## Elecciones municipales a concejo

### 2007
Resultados elecciones municipales de 2011 en Fusagasugá.
| Elecciones municipales, 28 de octubre de 2007 |       |       |            |
| Partido                                       | Votos | %     | Concejales |
| Partido Liberal Colombiano                    | 5 796 | 13.08 | 3          |
| Partido Social de Unidad Nacional             | 5452  | 12.30 | 3          |
| Cambio Radical                                | 3 641 | 8.22  | 2          |
| Alianza Social Independiente ASI              | 3 522 | 7.95  | 2          |
| Colombia Democrática                          | 3 190 | 7.20  | 1          |
| Polo Democrático                              | 2 998 | 6.76  | 1          |
| Partido Convergencia Ciudadana                | 2 325 | 5.25  | 1          |
| Partido Verde Opción Centro                   | 2 306 | 5.20  | 1          |
| Partido Nacional Afrocolombiano               | 2 177 | 4.91  | 1          |
| Movimiento Político MIRA                      | 2 124 | 4.79  | 1          |
| Movimiento Apertura Liberal                   | 1 737 | 3.92  | 1          |
| Conservador                                   | 1 353 | 3.05  | 0          |

- Número de concejales: 17

- Potencial electoral: 71 212
- Número de mesas: 219
  - Votantes: 44 320 (62,24%)
    - Votos válidos: 39,493 (89.11%)
      - Votos a candidaturas: 37,137 (83.79%)
      - Votos en blanco: 2,356 (5.32%)

    - Votos nulos: 2,977 (6.72%)
    - Votos no marcados: 1,850 (4.17%)

  - Abstención: 26 892 (37,76%)